# Cape Decision Lighthouse
Cape Decision Lighthouse ist ein Leuchtturm (englisch Lighthouse) in Alaska. Er steht auf der Südspitze von Kuiu Island und bezeichnet die Decision Passage, eine Verbindung von der Chatham Strait zur Sumner Strait.

## Geschichte
Die Vorbereitungen zum Bau des Leuchtturms begannen im September 1929. Nach der Fertigstellung des Rohbaus aus Beton begannen im Juli 1931 der Innenausbau und die Ausrüstung der Station. Die offizielle Inbetriebnahme des Leuchtfeuers und Nebelhorns erfolgte am 15. März 1932. Zeitweise wurde auf der Station auch ein Funkfeuer betrieben.
Cape Decision war das erste Leuchtfeuer in Alaska, das elektrisch betrieben wurde. Bereits 1974 erfolgte die Automatisierung und der Abzug der drei Leuchtfeuerwärter. Die ursprüngliche Optik, eine Fresnel-Linse 3. Ordnung, wurde 1996 durch eine VRB-25 ersetzt. Die alte Linse wird jetzt im Petersburger Clausen Museum ausgestellt.
Seit 2004 gehört die Station der Cape Decision Lighthouse Society und am 2. Februar 2005 wurde sie unter der Bezeichnung Cape Decision Light Station als Historic District anerkannt und in das National Register of Historic Places aufgenommen.